# 埃文斯代爾 (愛荷華州)
埃文斯代爾（英語：Evansdale）是一個位於美國愛荷華州布萊克霍克縣的城市。

## 地理
埃文斯代爾的座標為42°28′04″N 92°16′56″W / 42.46778°N 92.28222°W，而該地的平均海拔高度為256米（即840英尺）。

## 人口
根據2010年美國人口普查的數據，埃文斯代爾的面積為10.67平方千米，當中陸地面積為10.49平方千米，而水域面積為0.18平方千米。當地共有人口4751人，而人口密度為每平方千米445人。